# Bengt Widell
Bengt Christer Hugo Widell, född 15 mars 1949 i Katarina församling i Stockholm, är en svensk fotograf, filmarbetare och affärsman.
Bengt Widell är son till Hugo Widell och journalisten Gunny Widell. Han är verksam som fotograf men har också haft andra uppgifter inom film och TV. Förutom arbetet som filmare är Widell företagare och affärsman, innefattande en butik i Stockholm samt sommartid ett mindre hotell på Gotland med butik och restaurang.
Åren 1982–1998 var han gift med Stina Stjernberg (född 1948). Bland barnen märks döttrarna Hannah Widell och Amanda Schulman från detta äktenskap.

## Filmografi i urval
- 1983 – Föräldrar och alkohol (ljud)
- 1985 – Skuggan av Henry (regisassistent)
- 1985 – On the Loose (övrig medarbetare)
- 1986 – Seppan (elektriker)
- 1986 – Räven (elektriker)
- 1987 – Hästens öga (fotoassistent)
- 1987 – Huset (övrig medarbetare)
- 1988 – Venus 90 (passare)
- 1988 – Råttornas vinter (passare)
- 1989 – Kvinnorna på taket (regiassistent, passare)
- 1989 – Täcknamn Coq Rouge (roll)
- 1990 – Hemligheten (övrig medarbetare)
- 1990 – Goda människor (övrig medarbetare)
- 1990 – Astrid Lindgrens Småland (b-foto)
- 1990 – Joker (övrig medarbetare)
- 1991 – Vardagsting – Marianne, en av 1 miljon reumatiker i Sverige (passare)
- 1991 – Oxen (stillbildsfoto, regisassistent)
- 1992 – Min store tjocke far (regiassistent)
- 1992 – Jåvna – renskötare år 2000 (övrig medarbetare)
- 1993 – Drömkåken (övrig medarbetare)
- 1995 – Toxic Demon Paint (övrig medarbetare)
- 1995 – 30:e november (steadicamoperatör)
- 1996 – Passageraren (övrig medarbetare)
- 1997 – Svensson, Svensson - filmen (övrig medarbetare)
- 2000 – Ljuset håller mig sällskap (stillbildsfoto)
- 2011 – Mitt mörka hjärta (b-foto)